# Shishapangma
Shishapangma, còn được gọi là Gosainthan, là ngọn núi cao thứ 14 trên thế giới ở độ cao 8.027 mét (26.335 ft) so với mực nước biển. Đó là đỉnh núi cao 8.000 mét cuối cùng, do vị trí của nó hoàn toàn nằm trong vùng Tây Tạng và những hạn chế về chuyến thăm của du khách nước ngoài đến khu vực này do các cơ quan của Chính phủ Trung Quốc và Khu tự trị Tây Tạng áp đặt.

## Tên gọi
Nhà địa chất học Toni Hagen đã giải thích tên này có nghĩa là "đồng bằng cỏ" hoặc "đồng cỏ" (pangma) ở trên "lược" hoặc "dãy" (shisha hoặc chisa) bằng tiếng địa phương Tây Tạng, do đó biểu thị "đỉnh núi trên đồng cỏ ".
Mặt khác, nhà tây tạng học Guntram Hazod ghi lại một câu chuyện địa phương giải thích tên núi theo nghĩa đen của nó trong ngôn ngữ tây tạng chuẩn: shisha, có nghĩa là "thịt của một con vật chết vì nguyên nhân tự nhiên" và sbangma có nghĩa là "chất thải mạch nha từ bia ủ ". Theo câu chuyện, một năm tuyết rơi nhiều giết chết hầu hết các động vật ở đồng cỏ. Tất cả những người sống gần núi đều phải ăn thịt của những con thú chết, và những mạch nha còn sót lại từ việc pha rượu bia, và vì vậy núi được đặt tên là Shisha Pangma (shisha sbangma), biểu thị "thịt động vật chết và cặn bã mạch nha "  Tên tiếng Phạn của núi, Gosainthan, có nghĩa là "nơi của vị thánh" hoặc "Nơi ở của Thần thánh".. Tuy nhiên, tên phổ biến nhất của nó là Shishapangma.

## Địa lý
Shishapangma nằm ở phía nam-trung tâm Tây Tạng, cách biên giới với Nepal 5 km. Đây là ngọn núi cao trên tám nghìn mét duy nhất nằm trong lãnh thổ Trung Quốc. Đây cũng là đỉnh cao nhất trong vùng Jugal Himal tiếp giáp và thường được coi là một phần của Langtang Himal. Vùng Jugal / Langtang Himal nằm ở biên giới Tây Tạng / Nepal. Vì Shishapangma nằm ở phía bắc khô của đỉnh núi Himalaya và xa hơn từ vùng địa hình thấp của Nepal, nó ít nổi bật về chiều dọc gây cảm xúc như các đỉnh núi Himalaya khác.
Shishapangma có đỉnh phụ cao hơn 8000 m: Đỉnh trung tâm ở 8008 m.

## Các cuộc lên đỉnh và nỗ lực
Many of Shishapangma's ascents are not well verified. Some people claiming to have reached the summit in fact only reached the lower central peak.
Rất nhiều cuộc lên đỉnh Shishapangma không được kiểm chứng kỹ lưỡng. Một số người tuyên bố đã đạt đến đỉnh trên thực tế chỉ đạt đến đỉnh điểm trung tâm thấp hơn.
29 người chết khi leo núi Shishapangma, bao gồm cả Alex Lowe và Dave Bridges (đều là người Mỹ) vào năm 1999, và nhà leo núi người Bồ Đào Nha, Bruno Carvalho. Tuy nhiên, Shishapangma được coi là một trong những ngọn núi tám ngàn mét dễ dàng nhất để leo lên. Tuyến lên đỉnh phổ biến nhất là thông qua Tuyến phía Bắc đi qua mặt phía tây bắc và rặng núi và mặt phía đông bắc, và tương đối dễ dàng tiếp cận, có thể đi xe lên trại căn cứ ở 5.000 m (16.400 ft). Các tuyến đường ở mặt phía tây nam dốc hơn đòi hỏi về mặt kỹ thuật và phải đi lên 2.200 mét (7.2020 ft) với độ dốc 50 độ.
Shishapangma lần đầu tiên được một nhóm thám hiểm Trung Quốc do Xǔ Jìng chỉ huy trèo lên qua Tuyến phía Bắc vào ngày 2 tháng 5 năm 1964. Ngoài Xǔ Jìng, nhóm lên tới đỉnh gồm có Zhāng Jūnyán, Wang Fuzhou, Wū Zōngyuè, Chén Sān, Soinam Dorjê, Chéng Tiānliān, Migmar Zhaxi, Dorjê, và Yún Dēng.

## Bibliography
- A Photographic record of the Mount Shisha Pangma Scientific Expedition. Science Press Peking 1966.
- Scott, Doug; MacIntyre, Alex (2000) [1984]. Shisha Pangma: The Alpine Style First Ascent of the South-West Face. Seattle: The Mountaineers Books. ISBN 0-89886-723-1.
- Venables, Stephen; Fanshawe, Andy (1996). Himalaya Alpine-Style: The Most Challenging Routes on the Highest Peaks. Seattle: Mountaineers Books. ISBN 0-89886-456-9.
- Sale, Richard, Cleare, John: On Top of the World (Climbing the World's 14 Highest Mountains), lists of ascents, HarperCollins Publ., 2000, ISBN 978-0-00-220176-6.

## Notes and references
1. ↑  
"Shishapangma". Peakbagger.com.
2. ↑  
"青藏高原的伟大崛起". China National Geographic. tháng 10 năm 2009. Truy cập ngày 24 tháng 8 năm 2014.
3. 1 2  
"Shisha Pangma". 8000ers.com. ngày 13 tháng 2 năm 2008. Truy cập ngày 24 tháng 8 năm 2014.
4. ↑  
"Shisha Pangma". summitpost.org. ngày 7 tháng 3 năm 2007. Truy cập ngày 24 tháng 8 năm 2014.
5. ↑  "High Asia II: Himalaya of Nepal, Bhutan, Sikkim and adjoining region of Tibet". Peaklist.org. Truy cập ngày 29 tháng 5 năm 2014.
6. ↑  "Shisha Pangma on Peakware". Bản gốc lưu trữ ngày 2 tháng 1 năm 2010. Truy cập ngày 16 tháng 3 năm 2010.
7. ↑  Potterfield, Peter; Viesturs, Ed; Breashears, David (2009). Himalayan Quest: Ed Viesturs Summits All Fourteen 8,000-Meter Giants. National Geographic.  p.137 ISBN 1-4262-0485-X.
8. ↑  Spelled "Shisha Pangma" in Messner, Reinhold (1999). All 14 eight-thousanders. Mountaineers Books.  p.105. ISBN 0-89886-660-X.
9. ↑  Dyhrenfurth, Günther. O.; Dyhrenfurth, Norman (1977). "Shisha Pangma". Mountain. số 53–64. Youth Hostels Association (England & Wales). tr. 47.
10. ↑  Baume, Louis (1979). Sivalaya: explorations of the 8000-metre peaks of the Himalaya. Seattle: The Mountaineers. tr. 131–132. ISBN 0-916890-71-6.
11. ↑  Hazod, Guntram (1998). "bKra shis 'od 'bar. On the History of the Religious Protector of the Bo dong pa". Trong Blondeau, Anne-Marie (biên tập). Tibetan mountain deities, their cults and representations: papers presented at a panel of the 7th seminar of the International Association for Tibetan Studies, Graz, 1995. Verlag der Osterreichischen Akademie der Wissenschaften. tr. 65. ISBN 978-3-7001-2748-2.
12. 1 2  Baume, 1979, op. cit. pp 130-134
13. ↑  
Carter, H. Adams (1985). "Classification of the Himalaya" (PDF). American Alpine Journal. Quyển 27 số 59. American Alpine Club. tr. 122–3. Truy cập ngày 1 tháng 5 năm 2011.